# Adviseur Gevaarlijke Stoffen
Een Adviseur Gevaarlijke Stoffen (AGS) is een functie die bestaat bij bepaalde diensten of organisaties die betrokken zijn bij rampenbestrijding, met name bij de brandweer. Een Adviseur Gevaarlijke Stoffen heeft in het algemeen als taak het adviseren van bevelvoerders, overheden en/of bedrijfsleiders omtrent het bestrijden van incidenten waar gevaarlijke stoffen bij betrokken zijn. De functie van Adviseur Gevaarlijke Stoffen bestaat zowel in België als in Nederland, en vergelijkbare functies bestaan ook in verschillende andere landen.
De functie van Adviseur Gevaarlijke Stoffen mag niet verward worden met die van veiligheidsadviseur in het kader van het vervoer van gevaarlijke stoffen. De laatstgenoemde functie moet volgens de toepasselijke regelgeving (ADR, RID of ADN) worden ingevuld bij bedrijven of organisaties die gevaarlijke stoffen vervoeren over de weg, het spoor of de binnenwateren. Deze veiligheidsadviseur heeft als taak erop toe te zien dat dit vervoer zo veilig mogelijk en volgens de regels plaatsvindt.

## België

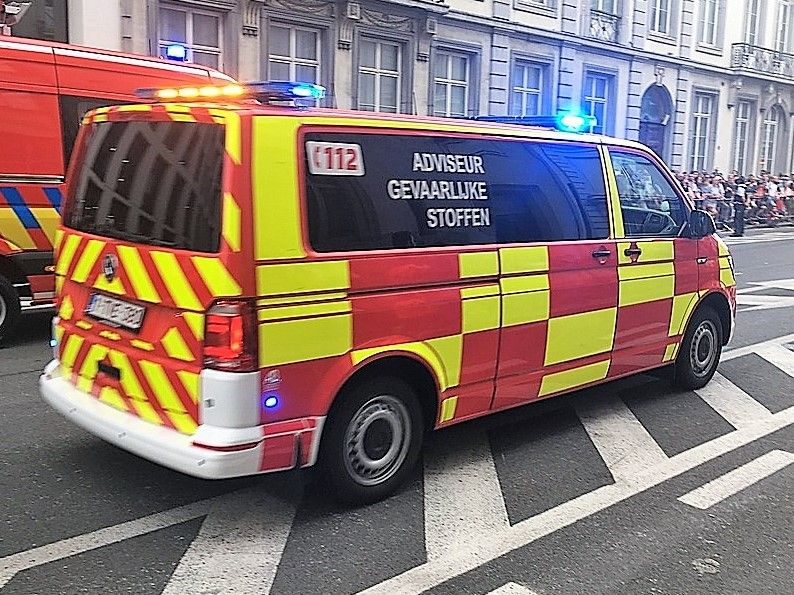
Dienstvoertuig van een AGS.

### Functie
In België zijn Adviseurs Gevaarlijke Stoffen voornamelijk werkzaam bij de hulpverleningszones (brandweer), de Civiele Bescherming of gespecialiseerde bedrijven. Bij de brandweer of Civiele Bescherming betreft dit gewoonlijk officieren die naast hun algemene officierstaken een bijkomende specialisatie als AGS hebben. Voor wat betreft de brandweer en Civiele Bescherming, is de functie van Adviseur Gevaarlijke Stoffen tevens wettelijk vastgelegd als zijnde een gespecialiseerde bovenzonale opdracht. De FOD Binnenlandse Zaken neemt hierbij een coördinerende rol op wat betreft de opleiding en organisatie.
In sommige provincies werken de AGS in een provinciale wachtdienst.

### Opleiding
Om tot Adviseur Gevaarlijke Stoffen te worden opgeleid, zijn er anno 2022 in België twee postgraduaatsopleidingen ingericht. De ene opleiding is Nederlandstalig, bestaat uit 34 studiepunten en wordt gegeven aan de Universiteit Antwerpen in samenwerking met de brandweerschool Campus Vesta van de provincie Antwerpen. De andere is Franstalig, bestaat uit 26 studiepunten en wordt gegeven aan de Universiteit van Bergen (UMons) in samenwerking met de École du Feu (brandweerschool) van de provincie Henegouwen. Om aan de opleiding te mogen beginnen, dient men afhankelijk van de onderwijsinstelling ofwel te beschikken over een diploma uit bepaalde studiegebieden, ofwel te slagen voor een toelatingsproef, ofwel toegelaten te worden op basis van een toelatingsdossier. De Nederlandstalige opleiding wordt gespreid gegeven over een periode van anderhalf jaar. Deelnemers dienen aan het einde van de opleiding te slagen voor een examen om het postgraduaat te behalen.

## Nederland

### Functie
Het bestaan van de functie Adviseur Gevaarlijke Stoffen is opgenomen in de voor Nederland in 2014 opgestelde meerjarenvisie op Incidentbestrijding Gevaarlijke Stoffen (IBGS) door de brandweer. Het bestaan van de functie is ook wettelijk vastgelegd in het Besluit personeel veiligheidsregio’s. Dit koninklijk besluit bepaalt de diplomavereiste, de verplichte medische keuring en de met de functie verbonden rang van commandeur. In de uit dit besluit voortvloeiende Regeling personeel veiligheidsregio’s zijn de functiebeschrijving, kerntaken en vereiste competenties verder uitgewerkt.
Elke veiligheidsregio in Nederland moet ervoor zorgen dat hun regionale brandweer beschikt over een dergelijke Adviseur Gevaarlijke Stoffen. Deze AGS moet, afhankelijk van de keuze van het bestuur van de veiligheidsregio, binnen 30 of 60 minuten na alarmering ter plaatse inzetbaar zijn. Deze eisen zijn vastgelegd in het Besluit veiligheidsregio’s. In de praktijk hebben de veiligheidsregio's meerdere Adviseurs Gevaarlijke Stoffen in dienst of sluiten zij overeenkomsten met andere veiligheidsregio's of partijen als de DCMR Milieudienst Rijnmond om een piketdienst (wachtdienst) te verzekeren.
De AGS kan beschikken over een eigen dienstvoertuig dat onder meer beschikt over verschillende (meet)apparatuur, ICT-middelen, handboeken, naslagwerken of plannen.

### Taken
De AGS heeft tijdens de incidentbestrijding zelf geen leidinggevende taken. Hij treedt op in het veld als adviseur van de hoogste leidinggevende(n) van de brandweer of de Commando Plaats Incident (CoPI), of op afstand bij bijvoorbeeld het Regionaal Operationeel Team (ROT). Bij een gelijktijdige invulling van deze rollen door meerdere AGS wordt ook gesproken van de veld-AGS en de OT-AGS.
Het advies dat de AGS verstrekt kan betrekking hebben op o.a. de redding van personen, de te gebruiken PBM, de meettechnieken, de bronbestrijding, de ontsmetting, de arbeidshygiëne, de te verwachten gevolgen voor het effectgebied of de verdere afhandeling van het incident na stabilisatie. De AGS werkt tijdens de incidentbestrijding onder meer samen met de Coördinator Verkenningseenheden (CVE; voorheen Meetplanleider) voor de coördinatie van de meetploegen van de brandweer op het terrein.

### Opleiding
De opleiding tot Adviseur Gevaarlijke Stoffen is anno 2022 voor heel Nederland ingericht bij het Centrum voor Opleiding en Vorming Brandweer (COVB; voorheen Brandweeracademie) van het Nederlands Instituut Publieke Veiligheid (NIPV; voorheen Instituut Fysieke Veiligheid). Om tot de opleiding te worden toegelaten, moet een kandidaat beschikken over minstens:
- een hbo-getuigschrift,
- het rijksdiploma Coördinator Verkenningseenheden afgeleverd door het NIPV,
- het diploma Toezichthoudend Medewerker Stralingsbescherming Verspreidbare Radioactieve Stoffen D (TMS-VRS-D; voorheen stralingsdeskundige niveau 5B) overeenkomstig het Besluit basisveiligheidsnormen stralingsbescherming (Bbs),
- brandweer- en chemische kennis.

De opleiding wordt gegeven over een periode van anderhalf jaar en wordt afgesloten met een examen. De deelnemers die slagen voor het examen ontvangen het rijksdiploma Adviseur Gevaarlijke Stoffen.

### GAGS
Naast de Adviseurs Gevaarlijke Stoffen bij de brandweer zijn er in Nederland ook zogenaamde Gezondheidskundig Adviseurs Gevaarlijke Stoffen (GAGS). Deze zijn werkzaam bij de gemeentelijke gezondheidsdiensten (GGD'en) en hebben als taak het geven van gezondheidskundig advies bij incidenten waarbij mensen zijn blootgesteld of dreigen blootgesteld te worden aan gevaarlijke stoffen. In hoofdzaak biedt de GAGS advies aan de verantwoordelijken binnen de GHOR. Dit advies kan betrekking hebben op de risico's voor of verwachte effecten op de gezondheid van slachtoffers, hulpverleners of omwonenden, de te nemen beschermings- of ontsmettingsmaatregelen of de crisiscommunicatie. De GAGS kan ook verder beroep doen op de expertise van bijvoorbeeld het NVIC of het RIVM.
Net als de AGS bij de brandweer werken de GAGS in piketdiensten (wachtdiensten) en hebben zij geen leidinggevende maar wel een louter adviserende rol. Een GAGS wordt aangesteld door de directeur publieke gezondheid (DPG) van de GGD en werkt onder diens eindverantwoordelijkheid. Het verlenen van gezondheidskundig advies over gevaarlijke stoffen is een deel van de medische milieukundige zorg waar de GGD'en wettelijk voor moeten instaan. Deze taak is vastgelegd in de Wet publieke gezondheid en verder uitgewerkt in het Besluit publieke gezondheid.
Om als GAGS aangesteld te worden, hoort men te beschikken over een WO-diploma in een domein zoals geneeskunde of biomedische wetenschappen. Het NIPV organiseert voor de functie van GAGS zelf geen opleiding maar wel een examen.